# Lineagruan
Lineagruan è un genere estinto di pesci ossei appartenente agli Actinopterygii, vissuto durante il Mississippiano superiore (Serpukhoviano) nel Carbonifero. I fossili di questo genere provengono dal calcare di Bear Gulch, nella Heath Formation del Montana (Stati Uniti). Il genere include due specie: la specie tipo Lineagruan judithi e Lineagruan snowyi.

## Etimologia
Il nome Lineagruan deriva da *linea* (latino per "linea"), *lineach* (gaelico per "rigato") e *grua* (gaelico per "guancia"), in riferimento al fine motivo verticale di ganoina presente nella regione della guancia.

## Descrizione
Lineagruan è caratterizzato da un corpo fusiforme allungato. Presenta premascelle dentate accoppiate fuse sulla linea mediana, un unico osso rostropostrostrale mediano e un antorbitale rombico. Il dermopterotico mostra un processo anteriore inserito in un'incisione del frontale.
La regione orbitale comprende tre infraorbitali, tra cui un infraorbitale posterodorsale a forma di "T" che ospita un singolo osso spiracolare tra i bracci posteriori. Sono presenti tre suborbitali: due grandi curvati lungo il preopercolo e uno più piccolo tra la mascella e l'infraorbitale posteroventrale.
La placca posteriore della mascella è alta, rotonda e dotata di un pronunciato processo posteroventrale. L’operculum è più alto del suboperculum, il cui margine dorsale è sinuoso. Entrambi mostrano fini creste verticali di ganoina.
Il postspiracolare è saldato alla porzione dorsale dell’operculum. È inoltre presente un gulare extralaterale. Le pinne mediane hanno origine oltre la metà della lunghezza corporea, con la pinna dorsale situata anteriormente rispetto alla pinna anale. Tutte le pinne presentano corti fulcri marginali sovrapposti sui margini anteriori, con scaglie protettive alla base delle pinne dorsale e anale.
La pinna caudale è eterocerca, profondamente biforcuta e quasi equilobata, con fulcri marginali sui lobi dorsali e ventrali e un grande lobo accessorio sull’epicaudale.

## Classificazione
Lineagruan è stato descritto per la prima volta da Poplin e Lund nel 2002. Il genere è stato inserito all’interno del gruppo polifiletico Paleoniscomorpha, insieme a generi come Beagiascus e Roslerichthys. L’analisi filogenetica mostra che le due specie di Lineagruan sono taxa fratelli, distinti da caratteri comuni nelle ossa anteopercolari e nella connessione tra ossa nasale e frontale.
Il genere si differenzia da Beagiascus pulcherrimus per diversi tratti della mascella, delle ossa branchiostegali, per l’inclinazione dei denti, e per caratteristiche morfometriche e meristiche.
Alcuni esemplari oggi inclusi in questo genere erano stati inizialmente identificati in una tesi di dottorato non pubblicata come una singola specie sotto il nome provvisorio di “*Mesopoma becketense*”. Tuttavia, né la ricostruzione originale di Lowney né i materiali giustificano l’assegnazione al genere Mesopoma.